# Sinucello de Cinarca
Sinucello de Cinarca fou un senyor feudal de Còrsega del segle xiii que va resistir a l'ocupació genovesa. Fou conegut com a «il Giudice di Cinarca» i pertanyia a la família senyorial dels Cinarchesi. La seva família controlava gairebé la meitat sud de l'illa.
Va néixer a Olmeto el 1219 o 1221, fill del senyor de Cinarca, Guglielmo Biancolaccio el Giudice. Va servir a Pisa i als 24 anys fou nomenat Giudice de Còrsega amb la missió de sotmetre la resta del país sota la sobirania de Pisa.
El 1245 Sinucello ja havia conquerit o dominat gairebé tots els diversos feus de l'illa, i finalment es va imposar als seus màxims rivals els Giovanninello, senyors de Nebbiu, que foren derrotats el 1268; el 1258 va reconèixer a Gènova però es va oposar a la dominació genovesa de Bonifàcio. Bonifàcio i Calvi, possessions genoveses, foren neutrals durant la guerra entre senyors de Còrsega.
A final del 1280, Sinucello de Cinarca va trencar amb Gènova i va fugir a Pisa de la que es va declarar vassall; després va retornar i va combatre els genovesos fins al (1289 en què fou derrotat i es va sotmetre altra vegada a Gènova, però el 1290) es va tornar a revoltar i es va aliar a Pisa, derrotant el governador genovès Nicolo Boccanegra i dominant altra vegada bona part de l'illa.
El 1299 el tractat entre Pisa i Gènova establia que seria eliminat del poder. El seu propi fill bastard, Salnese de Cinarca (governador del castell d'Istria) el va trair, el capturà a la platja de Propriano, i el va lliurar als genovesos.
Sinucello va morir empresonat a Gènova a una data propera al 1307 (entre 1306 i 1312 segons les fonts), ja molt vell.